# Escut de Ca Martí
L'Escut de Ca Martí és un escut d'armes en un edifici cantoner entre el carrer Major i el carrer del Forn.de Vinebre (Ribera d'Ebre) declarada bé cultural d'interès nacional. Ca Martí, ara casa Poquet, comunica amb tres carrers: carrer Major, el carrer del Forn i l'avinguda d'Enric d'Ossó. És una de les cases pairals de Vinebre. L'edifici és de tres crugies i consta de tres nivells d'alçat. Entre els dos portals, sota la base del balcó, hi ha un escut que sembla correspondre's amb la clau d'un portal adovellat, avui inexistent. El tauler de l'escut està dividit en quatre parts, tipus escarteller. Als quarters superiors hi ha un arbre i, a l'altre, una esquadra i un clau. Als de baix hi ha els anagrames de Jesús i Maria. Sota l'escut hi ha inscrit "FRA NRE / BOLLAR / AÑO 1706".